# Spike (míssil)
Spike é um míssil antitanque portátil de quarta geração, desenvolvido pela empresa israelense "Rafael Advanced Defense Systems". Ele possui dois modos de operação: fire-and-forget e fire, observe and update.

## Versões
- Spike-SR - Modelo de pequeno alcance. Faixa de 800 metros, destinado para infantaria.
- Mini Spike - Modelo de curto alcance. Faixa de 1.500 metros, destinado para infantaria.[2]
- Spike-MR - Modelo de médio alcance. Faixa de 2.500 metros, destinado para infantaria e forças especiais.[3]
- Spike-LR - Modelo de longo alcance. Faixa de 4.000 metros, usado nos veículos de combate.[4]
- Spike-ER - Modelo estendido da versão anterior. Antes, era conhecido com NT-Dandy ou NT-D. Faixa de 8.000 metros. Seu diâmetro é maior e mais pesado do que os outros sistemas, geralmente montado em veículos terrestres e helicópteros. O exército finlandês usa-lo em seu antinavio.[5]

## Características
- Tipo:Míssil antitanque portátil
- País de origem:  Israel
- Serviço: 1997- presente

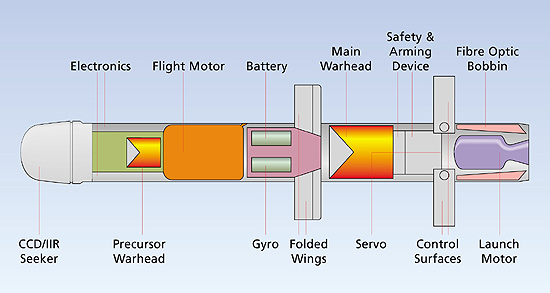
Diagrama do Míssil Spike ATGM.

- Criador: Rafael Advanced Defense Systems
- Custo: US$ 100.000
- Peso: Míssil: 13.8 kg
 Lançador:9,1 kg
 Tripé:2,9 kg
- Comprimento: 1,67 m (míssil e lançador)
- Diâmetro: 170 mm (míssil e lançador)
- Motor: Foguete de combustível sólido

## Marketing

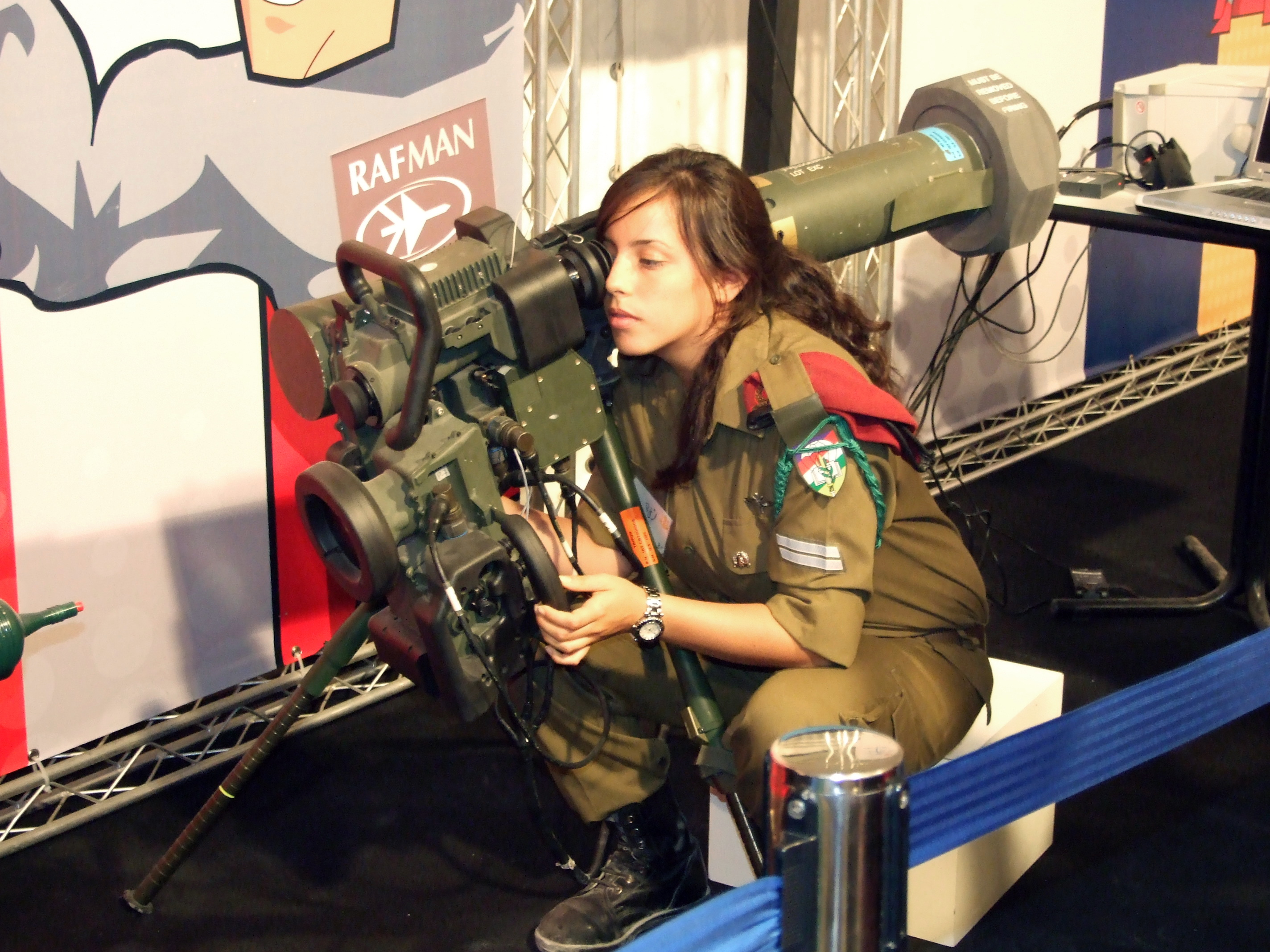
Lançador do míssil Spike-LR.

A fim de facilitar a venda dos sistemas de mísseis na Europa, a empresa "EuroSpike GmbH" foi criada na Alemanha. Seus acionistas eram  "Diehl BGT Defence" (40%), "Rheinmetall Defence Electronics" (40%) e "Rafael via ERCAS BV" (20%). A partir da detenção de todas ações por Rafael, o holding da empresa passou a ser "ERCAS BV". Os mísseis produzidos no continente europeu diferem um pouco da versão israelense. Depois de todo processo de produção, é comercializado com o nome de EuroSpike.
Para outras regiões do mundo, Rafael Advanced Defense Systems é a única empresa responsável.

## Operadores

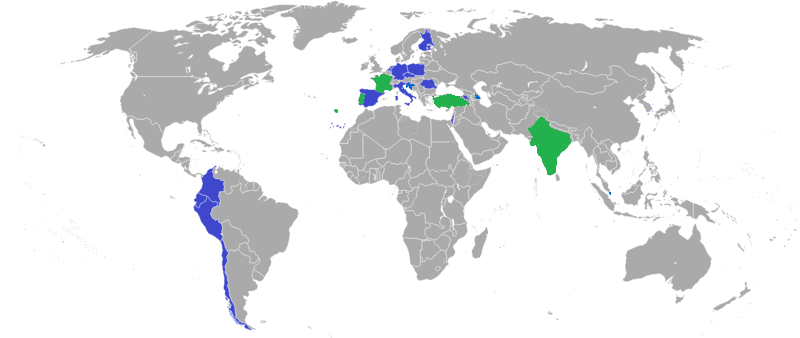
Operadores do míssil Spike.
Possíveis operadores.

- Alemanha - 311 lançadores do tipo LR em veículos Puma.[8]
- Azerbaijão - 100 mísseis do tipo LR
- Colômbia - 1.500 mísseis do tipo LR
- Croácia
- Equador - 244 mísseis, entregues em outubro de 2009
- Espanha
- Finlândia
- Israel[9]
- Itália
- Peru[10]
- Polónia
- Singapura

## Possíveis operadores
- França[11]
- Índia[12]
- Portugal[13]
- Turquia